# 林應翔
林應翔（1562年—1623年），字源渑，号負蒼，后更号止岩，福建泉州府同安縣人，明朝政治人物。

## 生平
萬曆二十二年（1584年）順天府甲午科鄉試第十九名舉人，二十三年（1595年）乙未科联第进士。工部觀政，本年六月授浙江永嘉县知县，丁父艱歸，三十年起補京山縣，三十三年遷南京户部山西司主事，三十六年升郎中，督儲鳳陽，三十八年出知汝寧府，三十九年調廣州府，以閩廣開籴争议弃官归。天啓元年（1621年）复起衢州知府，三年四年遷湖廣副使、分守荆西道，未之官卒，年六十二。应翔好道术，兼通释氏，所著有《止巖存稿》。

## 家族
曾祖林邦玉。祖林武硕。父林國和。母杨氏，继母洪氏，庶母姜氏。严侍下。娶陈氏。子林龍彩（林鳞伯），著有《静觀齋制義》。